# Michael Fischl

Michael Fischl im Jahr 2000

Michael Fischl (* 6. Juni 1924 in Haselbach; † 10. Juni 2005 in Tittling) war ein deutscher Politiker der Überparteilichen Wählervereinigung (ÜW) und von 1975 bis 1987 Bürgermeister des Marktes Tittling.

## Leben
Nach einer Lehrzeit bei der Post und Kriegsdienst kam Michael Fischl 1947 nach Tittling und war zunächst als Vorsteher des Postamtes Tittling (Postmeister) und dann als Ausbildungsleiter bei der Deutschen Bundespost tätig.
Neben der beruflichen Tätigkeit engagierte er sich in der kommunalen Selbstverwaltung und wurde 1966 in den Gemeinderat gewählt. Von 1975 bis 1987 amtierte er als 1. Bürgermeister des Marktes Tittling.
Nach dem Eintritt in den Ruhestand widmete er sich der heimatgeschichtlichen Forschung des Dreiburgenlandes und seines Heimatorts. Die Ergebnisse seiner Arbeiten lassen sich u. a. in 13 Heften des von ihm herausgegebenen Archiv für das Dreiburgenland nachlesen.
In dieser Zeit engagierte er sich auch im Bayerischen Landesverein für Familienkunde e.V. und publizierte Fachaufsätze über heimatgeschichtliche und genealogische Themata u. a. in den Blättern des Bayerischen Landesvereins für Familienkunde.
Für seine Verdienste wurde Michael Fischl u. a. geehrt:
- 1988: Ehrentitel „Altbürgermeister“
- 1994: Ehrenbürger des Marktes Tittling[1]
- 1998: Kulturpreis des Landkreises Passau[2]
- 2001: Bundesverdienstkreuz am Bande[3]

## Wissenschaftlicher Nachlass
Der wissenschaftliche Nachlass der heimatgeschichtlichen Arbeiten von Michael Fischl befindet sich im Archiv der Diözese Passau.